# Myxine glutinosa
Myxine glutinosa este o specie de pește fără maxilar din genul Myxine.

## Răspândire
Arealul de răspândire al speciei Myxine glutinosa în partea estică a Oceanului Atlantic se extinde din partea vestică a Mării Mediterene și Portugalia până în Marea Nordului, Skagerrak, Kattegat și Varangerfjord. Specia este de asemenea întâlnită în vestul Oceanului Atlantic, de la Insula Baffin și Canada spre sud, până în Carolina de Nord. O specie asemănătoare, Eptatretus springeri, se găsește în Golful Mexic.